# Корейская духовная миссия
Коре́йская духо́вная ми́ссия (кор. 대한그리스도정교회) — церковно-административная структура Русской православной церкви заграницей, претендующая на преемственность с действовавшей в 1900—1949 годах Русской духовной миссией на территории Южной Кореи.

## История
Миссия была учреждена в 1994 году решением Архиерейского Синода Русской православной церкви заграницей и введена в структуру Сиднейской и Австралийско-Новозеландской епархии. Администратором миссии был назначен корейский священник Иустин Кан (강태용 유스티노스).
С 1994 по 1997 года членами миссии открыта домовая церковь в честь св. Иоанна Богослова в Сеуле (TongEui-dong, Chongno-ku, Seoul), а священником Иустином Кангом изданы книги: «Божественная Литургия», «Восточная Православная Церковь, её история и богословие», а также брошюра катехизического плана — «Православная Церковь». Раз в два месяц начал выходить журнал под названием «Восточное православие». Книга священника Иустина Канга «Восточная Православная Церковь, её история и богословие», вышедшая по благословению митрополита Илариона (Капрала) и поддержке кардинала Стефана Ким Су Хван была избрана Министерством культуры и спорта Республики Кореи, как «Книга года 1996 года», а правительством закуплены 400 экземпляров, для распространения в национальных библиотеках страны.
В 1997, 1999 и 2009 годах Корею посещал митрополит Иларион (Капрал), освятив церковь в честь св. Анны, совершив крещение нескольких человек из корейцев и рукоположив в священный сан Павла Канга.
В 2009 году при церкви св Анны был образован Свято-Троицкий скит, а священник Иустин Кан 23 июня 2009 года был пострижен в монашество митрополитом Иларионом (Капрал) с именем Иоанн (в честь св. праведного Иоанна Кронштадтского), а супруга отца Иустина — Елена приняла постриг с именем Елизавета (в честь св. священномученицы Елизаветы).
В сентябре 2017 года деятельность миссии подверглась критике со стороны управляющего Корейской митрополией Константинопольского патриархата митрополита Амвросия (Зографоса).

## Современное положение
С 24 июня 2009 года миссию возглавляет священник Павел Кан (Pavel Kang Yeong-Gwang).
- Часовня в честь Рождества Богородицы в Куми, провинция Кёнсан-Пукто (104—1501 Hyunjin Evervill Okgye-dong, Gumi). Глава мисси — священник Павел Кан
- Свято-Троицкий скит с церковью Св. праведной Анны, город Самчхок, провинция Канвондо (451-1, Yonghwa, Geunduk-myon, Samchok-si, Kangwon-do, Korea) Настоятель — иеромонах Иоанн (Кан) (скончался в 2014 году).
- Часовня святой равноапостольной Елены в деревне Чаньчжо. Монахиня Елизавета (Кан).